# Hemiceras barina
Hemiceras barina är en fjärilsart som beskrevs av Achille Guenée 1852. Hemiceras barina ingår i släktet Hemiceras och familjen tandspinnare. Inga underarter finns listade i Catalogue of Life.